# مسقط رأس ثيودور روزفلت التاريخي الوطني
مسقط رأس ثيودور روزفلت الوطني، هو موقع تاريخي، وهو مبنى متجدد من حجر رملي في مقاطعة فلاتيرون في مانهاتن مدينة نيويورك معاد إنشاؤه في 28 شرق شارع 20، بين برودواي وبارك افينيو ساوث، اللتي تعتبر مسقط رأس الرئيس السادس والعشرين للولايات المتحدة ثيودور روزفلت وموطنه في الطفولة.

## تاريخ
تم بناء المنزل الذي كان قائمًا في الأصل في الموقع عام 1848 وتم اشترائه من قبل  عائلة روزفلت عام 1854.  ولقد وُلِد ثيودور روزفلت فيه في 27 أكتوبر 1858، وعاش في المنزل مع عائلته حتى عام 1872، انتقلت العائلة إلى أعلى المدينة إلى شارع 57, عندما بدأ الحي يصبح تجاريًا أكثر.
. في عام 1916 تم هدم البناء الأصلي لإفساح المجال لمساحات البيع بالتجزئة، وتم شراء القطعة وإعادة بناء المنزل من قبل جمعية روزفلت التذكارية للنساء عند وفاة روزفلت التذكارية لتشكيل جمعية ثيودور روزفلت. تم تكليف المهندس المعماري الأمريكي الشهير ثيودت بوب ريدل بمهمة إعادة بناء نسخة طبق الأصل من المنزل، بالإضافة إلى تصميم المتحف، الذي يقع في الجوار، والذي يعمل على استكمال الموقع. تم استخدام منزل في الصف المجاور رقم 26، والذي كان توأماً لعائلة روزفلتس، كنموذج، وتم دمج بعض العناصر المعمارية منه في النسخة المتماثلة. تم هدم المنزل التوأم لإفساح المجال أمام المتحف. يعيد الترميم إنشاء المنزل كما كان في عام 1865 .
وقد تم إعادة تكريس المنزل في عام 1923 كما قاموا بتجديده لاحقًا بالعديد من المفروشات من المنزل الأصلي من قبل أرملة الرئيس، إديث، وشقيقتيه. قدمت الأرملة والأخوات أيضًا معلومات حول المظهر الداخلي أثناء إقامة روزفلت.
في عام 1963 تبرعت جمعية Theodore Roosevelt بمحل الميلاد إلى National Park Service . عرف كموقع تاريخي وطني، وعند انشائة في 15 أكتوبر  1966 تم إدراجه تلقائيًا في السجل الوطني للأماكن التاريخية كما يعتبر الآن  ب متحف مخصص لحياة وإسهامات الرئيس السادس والعشرين للولاياتالمتحدة.

## ذكريات روزفلت
وقام روزفلت بوصف ذكرياته في المنزل من الداخل في أول فصل من سيرته الذاتية عام 1913م.

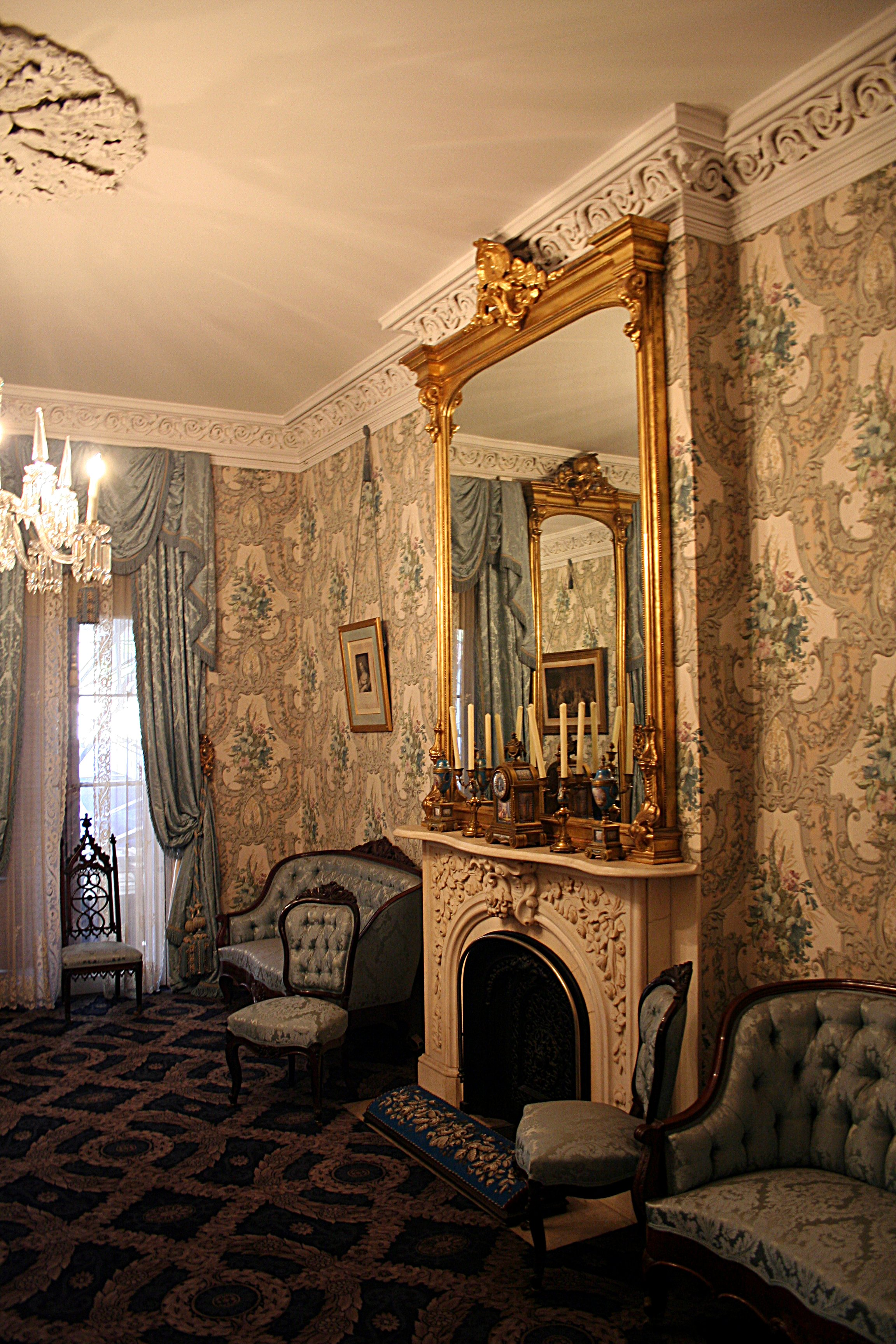
غرفة جلوس

## الهندسة المعمارية
يُعرف المنزل الذي يتكون من ثلاثة طوابق من الحجر الرملي بسقفه المنحدر وانحدار مرتفع فوق القبو. والقوالب اللتي تم تغطيتها فوق النوافذ والمدخل تبعاً لطراز النهضة القوطية.
تم تكريم ثيودت بابا ريدل، في عام 2014 لعملها في إعادة بناء المنزل، وهو يعتبر موقع فائز من  مسابقة أطلقتها مؤسسة بيفرلي ويليس للهندسة المعمارية لتحديد المواقع المتميزة والمتنوعة ومساحات صممتها وهندستها وشيدتها النساء، خلال خريف عام 2014.